# William Bitten
William Bitten (Ottawa, Ontario, 10 de julio de 1998) es un jugador profesional canadiense de hockey sobre hielo que se desempeña en la posición de centro en St. Louis Blues, equipo de la National Hockey League (NHL).

## Carrera
Fue seleccionado en la tercera ronda en la NHL Entry Draft de 2016. En 2022 hizo su debut profesional con el equipo St. Louis Blues, donde lleva jugando una temporada.